# Robert Ryberg
Karl Robert Ryberg, född 23 augusti 1894 i Stockholm, död där 19 november 1966, var en svensk skådespelare och teaterdirektör. 
Han var gift från 1924 till sin död med skådespelaren Manetta Ryberg. De är gravsatta i minneslunden på Skogskyrkogården i Stockholm.

## Filmografi i urval
- 1930 – Kronans kavaljerer
- 1934 – Sången om den eldröda blomman
- 1935 – Ungdom av idag
- 1935 – Kanske en gentleman
- 1936 – Kvartetten som sprängdes
- 1936 – 65, 66 och jag
- 1937 – Familjen Andersson
- 1937 – John Ericsson - segraren vid Hampton Roads
- 1937 – Adolf Armstarke
- 1938 – Med folket för fosterlandet
- 1938 – Vingar kring fyren
- 1938 – Karriär
- 1938 – Två år i varje klass
- 1938 – Blixt och dunder
- 1940 – Vi Masthuggspojkar
- 1941 – Det sägs på stan
- 1941 – Lärarinna på vift
- 1941 – Hem från Babylon
- 1942 – En trallande jänta
- 1942 – Lyckan kommer
- 1942 – Jacobs stege
- 1943 – En flicka för mej
- 1943 – En melodi om våren
- 1943 – Natt i hamn
- 1943 – Sonja
- 1944 – Fia Jansson från Söder
- 1945 – Hans Majestät får vänta
- 1946 – Barbacka
- 1946 – Eviga länkar
- 1946 – Klockorna i Gamla Sta'n
- 1947 – Maria
- 1947 – Konsten att älska
- 1947 – Livet i Finnskogarna

## Teater

### Roller (ej komplett)
| År   | Roll              | Produktion                                                                     | Regi             | Teater                  |
| ---- | ----------------- | ------------------------------------------------------------------------------ | ---------------- | ----------------------- |
| 1914 | Lopez Sedeno      | Affären Costa Negra Gustaf Janson                                              | Knut Nyblom      | Vasateatern             |
| 1914 |                   | Kontanter (Ready Money) James Montgomery                                       | Knut Nyblom      | Vasateatern             |
| 1914 | Poliskommissarien | Hon – eller ingen (Une affaire scandaleuse) Paul Gavault och Maurice Ordonneau | Knut Nyblom      | Vasateatern             |
| 1914 |                   | Diamantstölden Otto Witt                                                       |                  | Folkteatern             |
| 1914 |                   | En kaféflicka Björn Hodell                                                     |                  | Folkteatern             |
| 1915 | Livens, arbetslös | Silverasken John Galsworthy                                                    |                  | Folkteatern             |
| 1915 |                   | Kring kvinnan                                                                  |                  | Folkteatern             |
| 1915 |                   | Kvarnen vid storgården Paul Hallström                                          |                  | Folkteatern             |
| 1915 |                   | Lika barn leka bäst Sigurd Wallén                                              |                  | Folkteatern             |
| 1915 |                   | Tattar-Ingrid Algot Sandberg                                                   | Algot Sandberg   | Folkteatern             |
| 1916 | Medverkande       | Här jobbas, revy Otto Hellkvist                                                |                  | Folkteatern             |
| 1916 |                   | Frun av stånd och frun i ståndet Frans Hedberg                                 |                  | Folkteatern             |
| 1930 | Sven Rylin        | Krasch Erik Lindorm                                                            | Sigurd Wallén    | Folkteatern             |
| 1932 | Fred Hobart       | Boxare James Gleason och Richard Taber                                         | Oscar Lund       | Folkteatern             |
| 1932 | Förste revisorn   | Pengar på banken Beda och Klemens                                              | Erik Berglund    | Folkteatern             |
| 1937 | Fred Hobart       | Ringdans, eller Kärlek i tungvikt James Gleason och Richard Taber              |                  | Odeonteatern, Stockholm |
| 1941 |                   | Äventyr på fotvandring Jens Christian Hostrup                                  | Nils Johannisson | Riksteatern             |
| 1951 |                   | Markens gud Paul Green                                                         | Börje Mellvig    | Riksteatern             |
| 1957 |                   | Utsikt från en bro Arthur Miller                                               | Frank Sundström  | Riksteatern             |
| 1962 |                   | Perrichons resa Eugène Labiche                                                 | Per Edström      | Riksteatern             |

### Regi
| År   | Produktion   | Upphovsmän     | Teater                  |
| ---- | ------------ | -------------- | ----------------------- |
| 1935 | Rika morbror | August Blanche | Skansens friluftsteater |

## Radioteater
| År   | Roll                | Produktion            | Regi           |
| ---- | ------------------- | --------------------- | -------------- |
| 1940 | Persson, brevbärare | 33,333 Algot Sandberg | Carl Barcklind |